# 포르투갈어 위키백과
포르투갈어 위키백과(포르투갈어: Wikipédia em português)는 2001년 5월 11일에 시작되었다. 2013년 3월 3일 기준으로 771,713개의 문서가 수록되어 있다. 기호는 pt이다.
사용자의 대다수가 브라질인이 차지한다. 2005년에는 포르투갈에서 쓰이는 유럽 포르투갈어를 표준으로 하는 별개의 위키백과를 신설하자는 주장 또한 있었으나, 기각되었다.

## 특징
- 삭제 토론은 총의로 결정되지 않고 투표로 결정된다. 삭제 의견이 삭제와 유지 의견 수의 합의 2/3에 도달하면 문서는 삭제한다. 가입일로부터 45일이 지나고, 100회의 기여가 있어야 투표권이 생긴다.
- 공정 이용은 불허된다.